# Eógan mac Néill

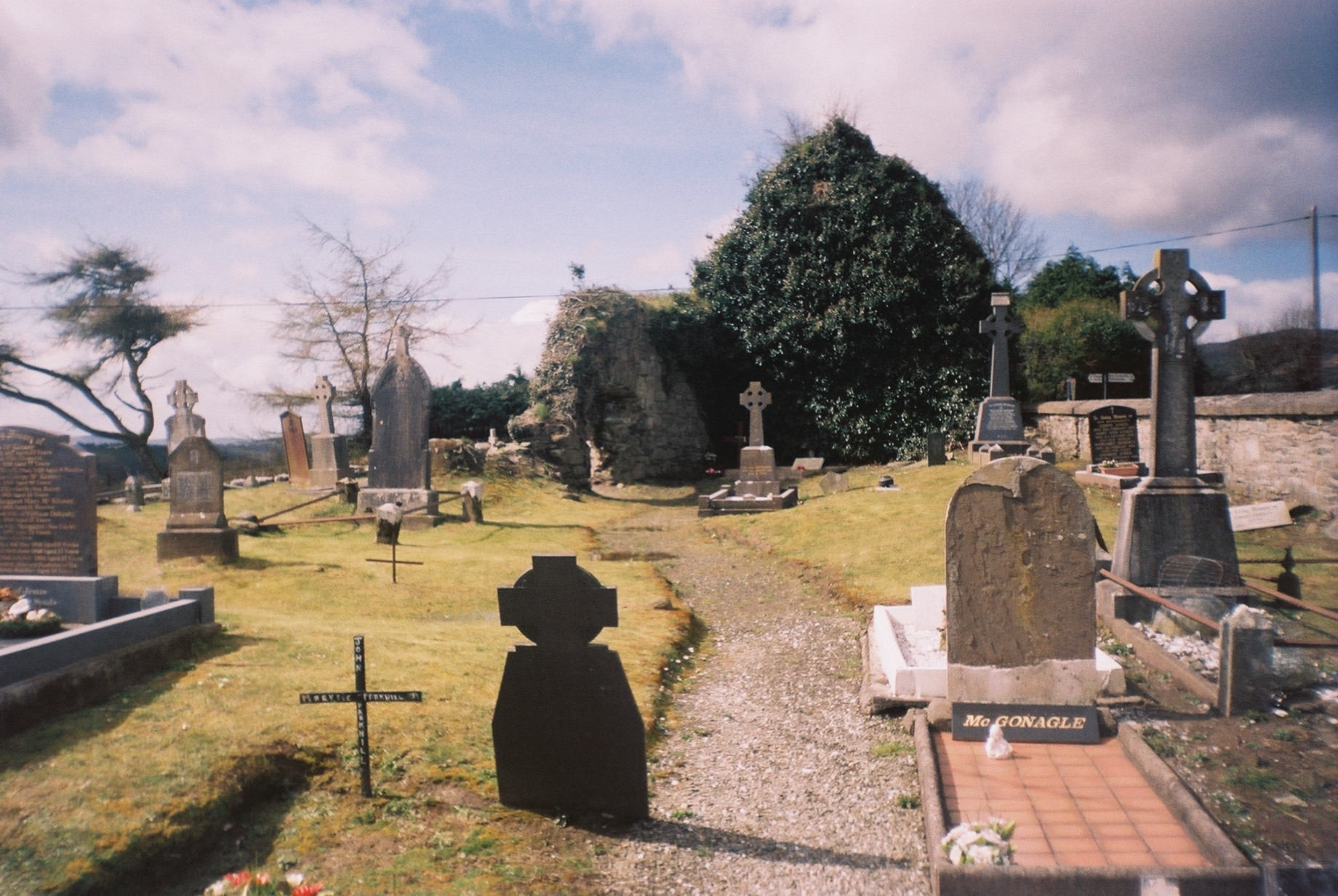
El viejo cementerio y la iglesia arruinada en Iskaheen - el sitio de descanso de Eógan mac Néill

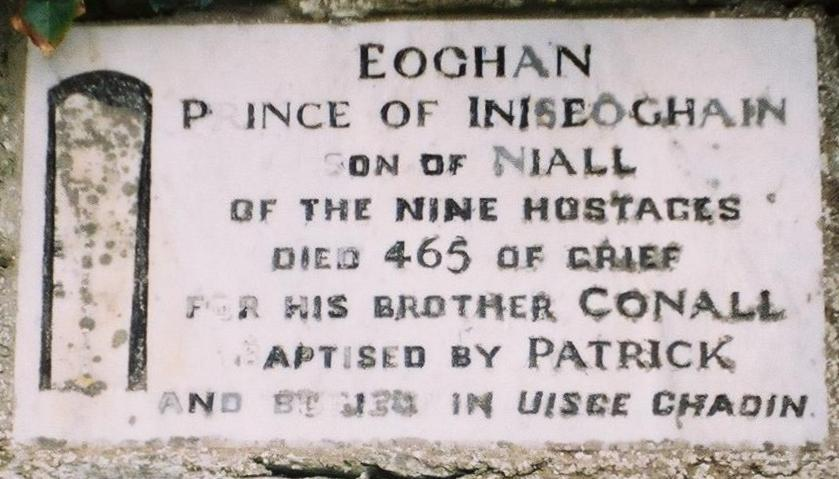
La placa que marca el reputado enterramiento de Eógan mac Néill

Eógan mac Néill (ortografía moderna: Eoghan mac Néill) (m. 465) era hijo de Niall Noígiallach y el antepasado epónimo de la dinastía de Cenél nEógain de los Uí Néill del norte, que fundó el reino de Ailech y posteriormente Tír Eoghain. Su territorio ocupó los condados de Tyrone, Armagh, Abajo, Antrim, Londonderry y el noroeste de Donegal  y Argyll en Escocia. Su enterramiento se ha ubicado en la península de Inish Owen en el condado de Donegal.

## Visión general
Se afirma que Eogan fue un íntimo amigo de San Patricio y que recibió la bendición del santo. Con su hermano, el rey supremo Lóegaire mac Néill (m.462),  fue uno de los jueces en la disputa sobre la sucesión a Amalgaid (m.440), rey de Connacht entre sus hijos que competían para gobernar el territorio de Tir Amalgaidh al noroeste de Connacht.
Eoghan fue enterrado, se cree, en la iglesia de St. Patrick en Iskaheen, Inishowen, Donegal. Una placa allí declara "Eoghan Príncipe de InisEóghain, Hijo de Niall de los Nueve Rehenes. Muerto 465 de dolor por su hermano Conall [Gulban].  Bautizado por Patrick y enterrado en Uisce Chaoin".
Sus hijos incluyen a Muiredach mac Eógain, Fergus mac Eoghain, fundador del Cenél Fergusa, y Anghusa Mac Eoghain, fundador del Cenel Anghusa.